# Dimitrij von Prokofieff
Dimitrij von Prokofieff (* 9. Oktober 1879 in Nikolajew, Südukraine; † 16. November 1950 in Kevelaer) war ein  Maler aus altem russischen Adel. Deutschland wurde ihm zur zweiten Heimat. Er war ein bedeutender Jagdmaler.

## Leben
Als Angehöriger des  russischen Adels malte Prokofieff vor dem Ersten Weltkrieg am Zarenhof in St. Petersburg. In der Oktoberrevolution floh er zu Fuß und nachts durch die Wälder nach Westen. Erst in Deutschland bestieg er einen Zug. Von 1919 bis 1945 lebte er in Berlin. Er liebte die Landschaft Ostpreußens. „Er war begnadet, in seinen Bildern die Weiträumigkeit, die Ursprünglichkeit, das Herbe, Heroische der Landschaft mit ihrer Tierwelt darstellen zu können und die besondere Atmosphäre, die Aura des ostpreußischen Elchlandes zu erahnen.“ Als passionierter Jäger gewann er mit seinen Naturbildern Vertrauen und Zuneigung der deutschen Waidmänner. Die Internationale Jagdausstellung 1937 in Berlin ehrte ihn mit der Silbermedaille. Die Goldmedaille ging an Bruno Liljefors.
In der Schlacht um Berlin wurden sein Haus und das Atelier zerstört. Prokofieff musste zum zweiten Mal fliehen. Mittellos kam er nach Westdeutschland, zunächst nach Bad Ems, dann nach Düsseldorf-Oberkassel, wo er in einer kleinen Dachwohnung lebte. Rudolf Frhr. v. Loë nahm ihn bei sich auf. Dort kamen viele seiner besten Bilder wieder in seinen Besitz. Sein Freund Lutz Heck hatte sie in Berlin gerettet. Einige von Prokofieffs Bildern hängen im Ostpreußischen Landesmuseum in Lüneburg. Woldemar von Collins (1910–1999) war ein Schüler Prokofieffs.